# Marinus Ier de Gaète

Marinus Ier de Gaète  (vers 825 mort 867/890) est co-hypatos  de  Gaète conjointement avec son père Constantin de Gaète  pour le compte de l'empire romain d'orient de 839 à 867.

## Famille
Dans un document de 839 et un autre daté de 866 il apparaît que Constantin avait associé à sa charge son fils Marinus, avec le titre d'hypatos. En 866/867  Constantin et Marinus disparaissent de la documentation de manière brutale ce qui permet d'envisager qu'ils aient été déposés violemment par leur successeur  Docibilis Ier, l'époux de Matrona, fille de Bonus le frère de Constantin:
Marinus est le témoin avec son père de charte de donations en 839 et les années suivantes et il est mentionné dans les documents avec le titre de  comes. Il a été avancé que notamment par Christian Settipani qu'il survécut jusqu'en 890 et que Campulus (vers 865 mort en 949) Préfet de 890 à sa mort, était son fils,.

## Sources
- (it) Federici Giovanni Battista, Degli antichi duchi e consoli o ipati della città di Gaeta, Vincenzo Flauto, 1791 (lire en ligne), p. 35
- (en) Patricia Skinner, Family Power in Southern Italy : The Duchy of Gaeta and Its Neighbours, 850-1139, Cambridge University Press, 2003, 340 p. (ISBN 978-0-521-52205-2, lire en ligne)
- (en) F.M.G. LORDS of GAETA, DUKES of GAETA 867-[1032 (FAMILY of DOCIBILIS) ]